# Terca

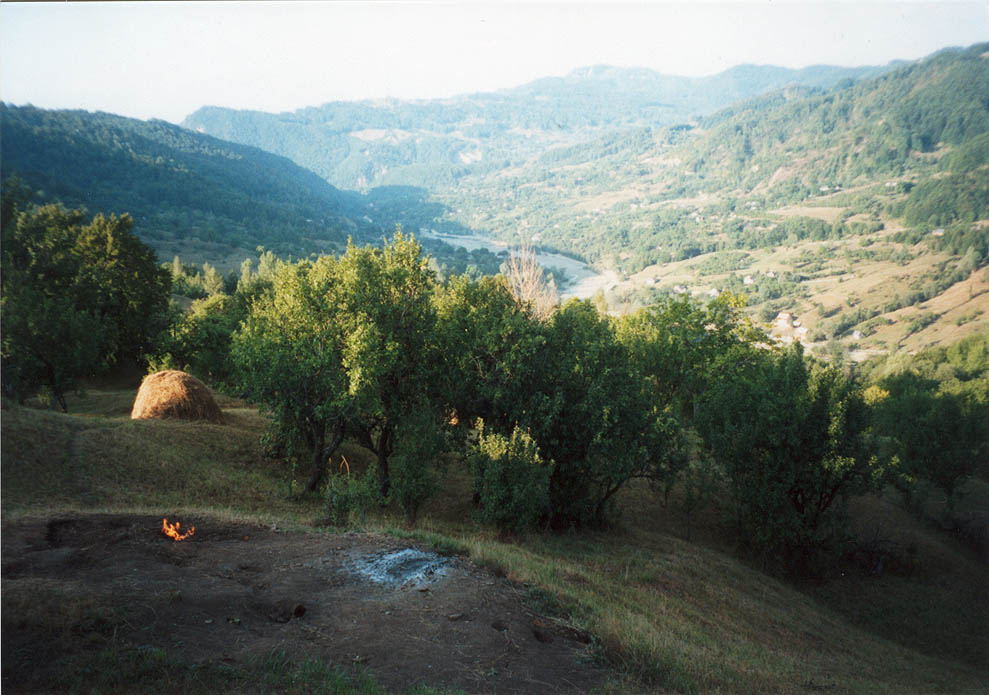
Focul viu, v údolí pod ním se rozkládá Terca.

Terca je vesnice nacházející se v podhůří Penteleu, v obci Lopătari v rumunské župě Buzău. Největší místní pozoruhodností je divoký vývěr zemního plynu ve svahu na severním okraji vesnice. Tento vývěr se nazývá Focul viu, což v překladu znamená Živý oheň. Podobné ohně někdy vznikají a zanikají i na jiných místech v okolí této vesnice i sousední vesnice Lopătari.